# Pallacanestro maschile ai XVIII Giochi panamericani
Il Campionato maschile di pallacanestro ai XVIII Giochi panamericani si è svolto dal 31 luglio al 4 agosto 2019 a Lima, in Perù, durante i XVIII Giochi panamericani.

## Squadre partecipanti
- Argentina
- Isole Vergini Americane
- Messico
- Porto Rico
- Rep. Dominicana
- Stati Uniti
- Uruguay
- Venezuela

## Prima fase

### Girone A

#### Classifica
| Squadra         | G | V | P | PF  | PS  | DP  | P.ti |
| --------------- | - | - | - | --- | --- | --- | ---- |
| Argentina       | 3 | 2 | 1 | 268 | 234 | +34 | 5    |
| Rep. Dominicana | 3 | 2 | 1 | 245 | 220 | +25 | 5    |
| Uruguay         | 3 | 1 | 2 | 194 | 246 | -52 | 4    |
| Messico         | 3 | 1 | 2 | 194 | 201 | -7  | 4    |

Risultati
| Arbitro: | Steven Anderson |

|         |       |           |
| Deck 23 | Punti | 11 Parodi |

| Arbitro: | Jorge Vázquez |

|            |       |                   |
| Estrada 18 | Punti | 13 Rojas 13 Suero |

| Arbitro: | Jorge Vázquez |

|         |       |            |
| Deck 24 | Punti | 21 De León |

| Arbitro: | Michael Weiland |

|           |       |          |
| Zesati 21 | Punti | 19 Rojas |

| Arbitro: | Jorge Vázquez |

|  |       |             |
|  | Punti | 16 Figueroa |

| Arbitro: | Luis Vazquez |

|            |       |         |
| Estrada 18 | Punti | 13 Deck |

### Girone B

#### Classifica
| Squadra                 | G | V | P | PF  | PS  | DP  | P.ti |
| ----------------------- | - | - | - | --- | --- | --- | ---- |
| Porto Rico              | 3 | 3 | 0 | 261 | 237 | +24 | 6    |
| Stati Uniti             | 3 | 2 | 1 | 273 | 224 | +49 | 5    |
| Venezuela               | 3 | 1 | 2 | 204 | 227 | -23 | 4    |
| Isole Vergini Americane | 3 | 0 | 3 | 257 | 307 | -50 | 3    |

Risultati
| Arbitro: | Michael Weiland |

|           |       |          |
| Diallo 20 | Punti | 27 Hodge |

| Arbitro: | Leandro Lezcano |

|            |       |                         |
| Collier 13 | Punti | 12 Colmenares 12 Zamora |

| Arbitro: | Andréia Silva |

|         |       |          |
| Sosa 25 | Punti | 27 Hodge |

| Arbitro: | Cristiano Maranho |

|               |       |           |
| Colmenares 16 | Punti | 30 Powell |

| Arbitro: | Michael Weiland |

|             |       |           |
| Milligan 22 | Punti | 19 Zamora |

| Arbitro: | Cristiano Maranho |

|            |       |            |
| Collier 23 | Punti | 17 Samuels |

## Fase  finale
|  | Semifinali      | Semifinali      | Semifinali |           |            | Finale          | Finale          | Finale          |  |
|  |                 |                 |            |           |            |                 |                 |                 |  |
|  | Porto Rico      | Porto Rico      | 65         |           |            |                 |                 |                 |  |
|  | Porto Rico      | Porto Rico      | 65         |           |            |                 |                 |                 |  |
|  | Rep. Dominicana | Rep. Dominicana | 63         |           |            |                 |                 |                 |  |
|  | Rep. Dominicana | Rep. Dominicana | 63         |           | Porto Rico | Porto Rico      | 66              |                 |  |
|  |                 |                 |            |           | Porto Rico | Porto Rico      | 66              |                 |  |
|  |                 |                 | Argentina  | Argentina | 84         |                 |                 |                 |  |
|  | Argentina       | Argentina       | Argentina  | Argentina | 84         | 114             |                 |                 |  |
|  | Argentina       | Argentina       |            |           |            | 114             |                 |                 |  |
|  | Stati Uniti     | Stati Uniti     | 75         |           |            | Finale 3º posto | Finale 3º posto | Finale 3º posto |  |
|  | Stati Uniti     | Stati Uniti     | 75         |           |            |                 |                 |                 |  |
|  |                 |                 |            |           |            |                 |                 |                 |  |
|  |                 |                 |            |           |            | Rep. Dominicana | Rep. Dominicana | 83              |  |
|  |                 |                 |            |           |            | Rep. Dominicana | Rep. Dominicana | 83              |  |
|  |                 |                 |            |           |            | Stati Uniti     | Stati Uniti     | 92              |  |

### Semifinali
| Arbitro: | Leandro Lezcano |

|               |       |                    |
| Isaac Sosa 13 | Punti | 15 Suero 15 Vargas |

| Arbitro: | Cristiano Maranho |

|         |       |         |
| Deck 23 | Punti | 16 Duke |

### Finale 7º posto
| Arbitro: | Luis Vazquez |

|          |       |            |
| Hodge 25 | Punti | 18 Camacho |

### Finale 5º posto
| Arbitro: | Jorge Vazquez |

|           |       |          |
| Zamora 15 | Punti | 17 Rojas |

### Finale 3º posto
| Arbitro: | Leandro Lezcano |

|           |       |              |
| Solano 26 | Punti | 24 Gillespie |

### Finale 1º posto
| Arbitro: | Cristiano Maranho |

|            |       |          |
| Collier 19 | Punti | 28 Scola |

## Classifica finale
| Pos. | Squadra                 | Formazione |
| ---- | ----------------------- | --- |
|      | Argentina               | Argentina1 Cáffaro, 3 Vildoza, 4 Scola, 7 Campazzo, 8 Laprovíttola, 9 Brussino, 10 Fjellerup, 12 Delía, 14 Deck, 25 Redivo, 29 Garino, 86 Gallizzi, All. Sergio Hernández |
|      | Porto Rico              | Porto Rico0 Pizarro, 1 Soto, 7 Collier, 10 Manderson, 11 Gandía, 20 Santiago, 21 Reyes, 22 Andújar, 23 Sosa, 24 Clavell, 33 Reese, 43 Brady, All. Eddie Casiano           |
|      | Stati Uniti             | Stati Uniti2 Gillespie, 4 Reeves, 5 Alexander, 6 Cale, 7 Duke, 8 Heron, 9 Samuels, 10 Powell, 11 Diallo, 12 Wideman, 14 Watson, 15 Groselle, All. Ed Cooley               |
| 4.   | Rep. Dominicana         | Rep. Dominicana0 Francis, 1 Peña, 3 Figueroa, 4 Solano, 7 Rojas, 8 Townes, 9 Suero, 10 de León, 11 Vargas, 15 Martínez, 40 Santos, 44 Montero, All. Néstor García         |
| 5.   | Venezuela               | Venezuela5 G. Vargas, 7 Zamora, 8 Pérez, 9 Chourio, 10 J. Vargas, 11 Bethelmy, 14 Ruiz, 15 Graterol, 19 Guillént, 21 Lewis, 42 Carrera, 43 Colmenares, All. Fernando Duró |
| 6.   | Uruguay                 | Uruguay1 Rodríguez, 4 Barrera, 5 Ducasse, 9 Véscovi, 10 Moglia, 11 Cáceres, 12 Trocki, 13 Santiso, 14 Borsellino, 21 Parodi, 33 Wachsmann, 42 Rojas, All. Edgardo Kogan   |
| 7.   | Messico                 | Messico1 Machado, 2 Estrada, 5 Willis, 7 Zesati, 10 Girón, 11 Jáquez, 13 Urrutia, 14 Velis, 15 Camacho, 17 Reyna, 25 Gutiérrez, 36 Tostado, All. Iván Déniz               |
| 8.   | Isole Vergini Americane | Isole Vergini Americane5 Peltier, 6 Hodge, 7 Milligan, 8 Hart, 9 Gray, 10 Perry-Murray, 12 Smith, 14 Aska, 15 Alcindor, 0 Richards, All. William Colón                    |